# Bad Meets Evil
I Bad Meets Evil sono il duo rap formato da Eminem e il rapper Royce da 5'9", con Royce nei panni del cattivo (bad) e Eminem nei panni del malvagio (evil). Il duo nacque a Detroit nel 1996 ma a causa di alcuni screzi tra Royce e i D12 il gruppo si sciolse. Eminem e Royce sono tornati insieme per incidere un EP dal titolo "Hell: The Sequel", di cui Fast Lane è il primo singolo accompagnato da un video, uscito l'8 giugno 2011.

## Discografia

### EP
| Titolo           | Dettagli                                                                  | Posizione massima | Posizione massima | Posizione massima |
| Titolo           | Dettagli                                                                  | US                | CAN               | UK                |
| ---------------- | ------------------------------------------------------------------------- | ----------------- | ----------------- | ----------------- |
| Hell: The Sequel | - Pubblicato: 13 giugno 2011 - Etichetta: Shady, Interscope - Formato: CD | 1                 | 1                 | 7                 |

### Singoli
| Anno | Singolo                         | Posizione massima | Posizione massima | Posizione massima | Posizione massima | Posizione massima | Posizione massima | Album            |
| Anno | Singolo                         | US                | US Rap            | AUS               | CAN               | NZ                | UK                | Album            |
| ---- | ------------------------------- | ----------------- | ----------------- | ----------------- | ----------------- | ----------------- | ----------------- | ---------------- |
| 1999 | Nuttin' to Do / Scary Movies    | —                 | 32                | —                 | —                 | —                 | 63                |                  |
| 2011 | Fast Lane                       | 32                | —                 | 57                | 50                | 35                | 68                | Hell: The Sequel |
| 2011 | Lighters (featuring Bruno Mars) | 4                 | —                 | —                 | —                 | —                 | 37                | Hell: The Sequel |